# محمدباقر سعادت
محمدباقر سعادت (متولد ١٣٣۴ در شبانکاره) چهره سیاسی اصلاح طلب و نماینده مردم حوزه انتخابیه دشتستان، در دهمین دوره مجلس شورای اسلامی بود.

## نماینده دشتستان در مجلس دهم
در دهمین دوره انتخابات مجلس شورای اسلامی، محمدباقر سعادت، در لیست ائتلاف فراگیر اصلاح طلبان: گام دوم قرار داشت و توانست با کسب ۳۶٬۹۱۶ رأی از مجموع ۱۰۶٬۳۱۵ رأی ماخوذه صحیح راهی مجلس دهم شود.

## سوابق
- ٢٢ سال در سمت‌های مختلف آموزش و پرورش
- نماینده کشاورزان در استان بوشهر در سال ۱۳۵۸
- دو دوره رئیس شورای شهر شبانکاره
- دو دوره رئیس ستاد سید محمد خاتمی دربخش شبانکاره
- ١٣ سال به صورت افتخاری رئیس کمیته امداد امام خمینی
- رئیس شورای حل اختلاف شبانکاره
- بخشدار بندر ریگ
- ریس میراث فرهنگی استان بوشهر
- معاون توسعه مدیریت سازمان میراث فرهنگی استان بوشهر
- رئیس ستاد حسن روحانی دراستان بوشهر
- عضو مجمع مشورتی توسعه استان‌های کشور
- رئیس مجمع مشورتی توسعه استان بوشهر
- مشاور عالی استاندار بوشهر از سال ۱۳۹۲ الی۱۳۹۴ [۴]